# Навсикая, или Прачки
«Навсикая, или Прачки» («Навсикая, или Стирающие одежду») — трагедия (по альтернативной версии, сатировская драма) древнегреческого драматурга Софокла (V век до н. э.) на тему древнегреческих мифов, текст которой практически полностью утрачен.
Судя по названию, пьеса рассказывала о пребывании Одиссея в стране феаков, в частности — о его встрече с царевной Навсикаей. Один из двух сохранившихся отрывков («… Сложить плащи и все льняные ризы…») явно относится к сцене встречи, когда Навсикая со служанками стирала бельё на берегу моря. Второй отрывок («…Ладью мою теченье, // Подняв спокойно, извергает вновь») — по-видимому, часть рассказа Одиссея о том, как он проплыл мимо Скиллы и Харибды.
По данным Афинея, Софокл сам сыграл одну из ролей в первой постановке пьесы, причём продемонстрировал виртуозную игру в мяч.
По комедии с таким же названием написали Эвбул и Филиллий.